# Rothes
Rothes (Gaelico Scozzese: Ràthais) è una città del Moray (Scozia), a sud di Elgin, sulle rive del fiume Spey. Il paese ha una popolazione di 1.252 abitanti (dato del 2011).
Nella parte meridionale del paese si trovano le rovine del Castello di Rothes (del XIII secolo). Nel 1296 il proprietario del castello, Sir Norman Leslie, ospitò Edoardo I d'Inghilterra, durante la sua marcia trionfale per la conquista della Scozia.
A Rothes si trovano cinque distillerie: Speyburn Distillery, Glen Grant Distillery, Glen Spey, the mothballed Caperdonich e Glenrothes Distillery. Vi si trova anche una filiale della Campari.